# Толсти Врх при Мислињи
Толсти Врх при Мислињи (словен. Tolsti Vrh pri Mislinji) је насељено место у општини Мислиња, Корушка регија, Словенија.

## Историја
До територијалне реорганизације у Словенији био је у саставу старе општине Словењ Градец.

## Становништво
У попису становништва из 2011. године, Толсти Врх при Мислињи је имао 162 становника.
| Број становника према пописима | Број становника према пописима | Број становника према пописима |
| ------------------------------ | ------------------------------ | ------------------------------ |
| 1991                           | 2002                           | 2011                           |
| 189                            | 168                            | 162                            |

Напомена: До 1952. исказивано под именом Толсти Врх. Године 1992. умањено за део насеља који је припојен насељу Мислиња.